# Wade Redden
Wade Redden (Lloydminster, 12 giugno 1977) è un ex hockeista su ghiaccio canadese.

## Palmarès

### Mondiali
- 1 medaglia:
  - 1 argento (Austria 2005)

### World Cup
- 1 medaglia:
  - 1 oro (Canada 2004)